# Seca (Unternehmen)
Die seca GmbH & Co. KG war im Jahr 2014 ein weltweit führendes Unternehmen im Bereich medizinisches Messen und Wiegen. seca entwickelt, produziert und vertreibt Waagen, Längenmessgeräte und Bioimpedanzmesseinheiten zur Messung der Körperzusammensetzung. Mit einem Marktanteil von 60 % ist die Firma Weltmarktführer für medizinisches Messen und Wiegen. Ihre ca. 100 verschiedenen Medizinprodukte werden in mehr als 110 Länder exportiert. Hauptsitz ist Hamburg-Eilbek, Niederlassungen gibt es in Österreich, Polen, Frankreich, England, der Schweiz, Japan, China, Mexiko, den Vereinigten Arabischen Emiraten, Brasilien, Finnland, den Niederlanden und den Vereinigten Staaten.

## Gründung und Unternehmensgeschichte

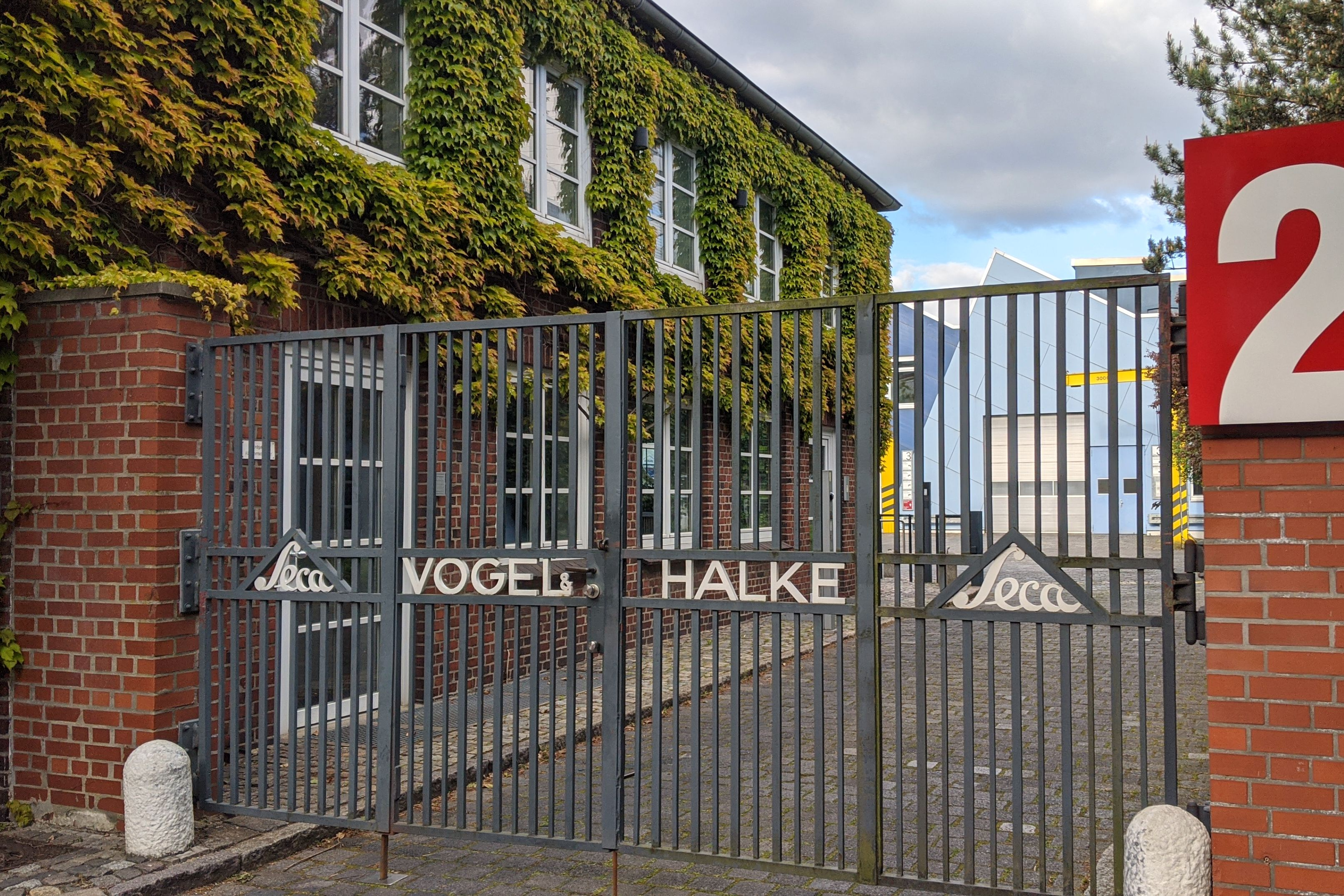
Einfahrt zum Firmensitz in Hamburg-Eilbek

1840 begann der selbständige Schlossermeister A.C.C. Joachims in Hamburg, Waagen zu bauen. Das nötige Wissen hierfür hatte er sich zuvor bei dem Straßburger Mechaniker und Mönch Friedrich Alois Quintenz angeeignet, der 1821 die Dezimalwaage erfunden hatte. In den nächsten dreißig Jahren entwickelte sich aus der Schlosserwerkstatt ein kleiner Fabrikbetrieb. Als Joachims 1874 starb, ging die Bedeutung der Fabrik zurück. Erst Frederik Vogel belebte die Geschäftstätigkeiten wieder. Der Geschäftsmann erwarb die Waagenfabrik 1888, erweiterte die Produktpalette und führte den Markennamen seca ein, den er 1897 schützen ließ. Der Name leitet sich vom Lateinischen secare für schneiden ab, denn mit Schneide bezeichnet man die zentrale Auflagefläche des Waagebalkens. Je kleiner dieser Bereich ist, umso präziser ist die Messgenauigkeit einer mechanischen Waage.
1934 übergab Frederik Vogel die Leitung seinem Sohn Robert. Dieser führte das Unternehmen durch den Zweiten Weltkrieg und begann gleich nach Kriegsende mit dem erfolgreichen Wiederaufbau. Als er 1966 starb, trat sein Sohn Sönke Vogel in die Firma ein.
Sönke Vogel entschied sich 1970 für ein neues Firmenkonzept: die Konzentration auf medizinisches Messen und Wiegen. Seitdem stellt seca Produkte her, die für Diagnose und Therapie in der Medizin benötigt werden, um Gewicht, Größe und Körperzusammensetzung der Patienten präzise bestimmen zu können. Die Analyse der Körperzusammensetzung erfolgt über Bioimpedanzanalyseeinheiten, welche per Schwachstrom essentielle Parameter wie Fettmasse und Fettfreie Masse, Skelettmuskelmasse, Viszerales Fett, Gesamtkörperwasser/Extrazelluläres Wasser sowie den Phasenwinkel analysiert. Das Sortiment wurde ausgebaut und wird national und international vertrieben.
Am 31. März 2010 zog sich Sönke Vogel aus dem operativen Geschäft zurück und wechselte in den Beirat des Unternehmens. Die Geschäftsführung liegt seitdem in den Händen seiner Söhne Robert M. Vogel (Vertrieb & Marketing) und Frederik Vogel (Technik & Entwicklung).

## Produkte
Im Sortiment befinden sich unter anderem:
- Säuglingswaagen
- Säulenwaagen
- Flachwaagen
- Multifunktions- und Rollstuhlwaagen
- Bett- und Dialysewaagen
- Längen- und Umfangmessgeräte
- Medizinische Bioimpedanzanalyseeinheiten